# Vivianieae
Die Tribus Vivianieae gehört zur Pflanzenfamilie Francoaceae innerhalb der Ordnung der Storchschnabelartigen (Geraniales). Die etwa 17 Arten haben nur Areale in Südamerika.

## Beschreibung

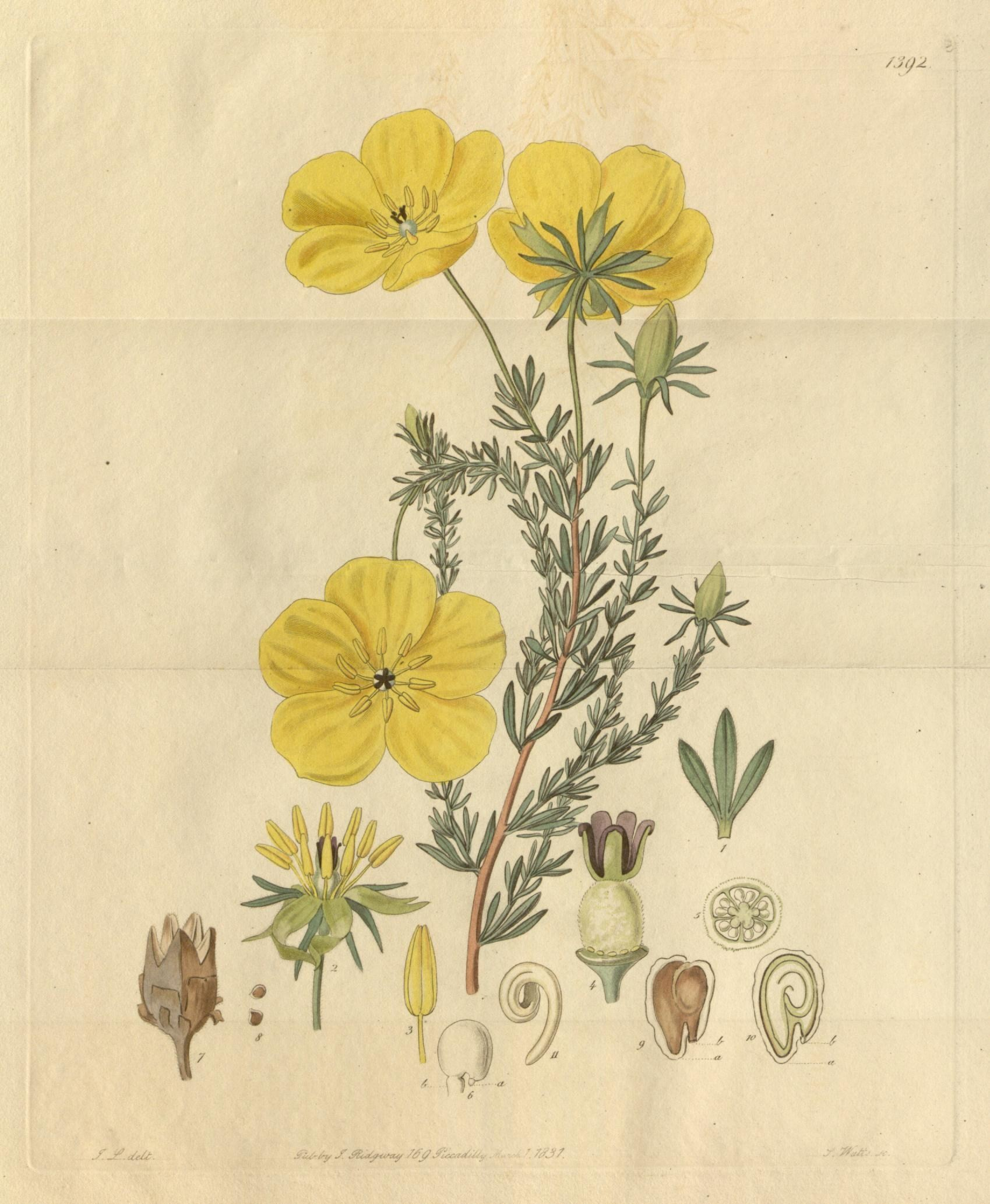
Illustration aus Edwards's Botanical Register, Tafel 1392 von Balbisia peduncularis

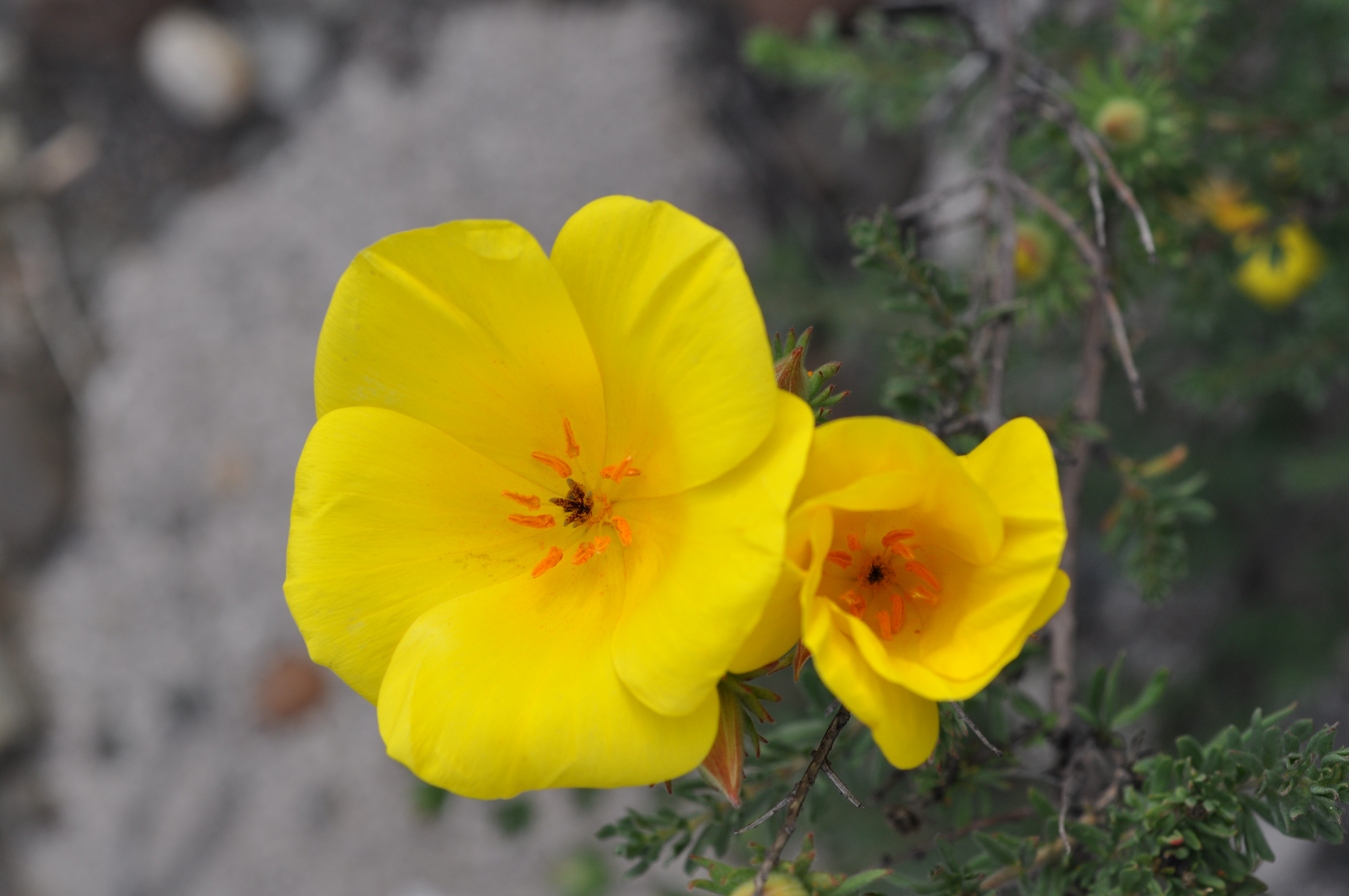
Blüten von Balbisia peduncularis

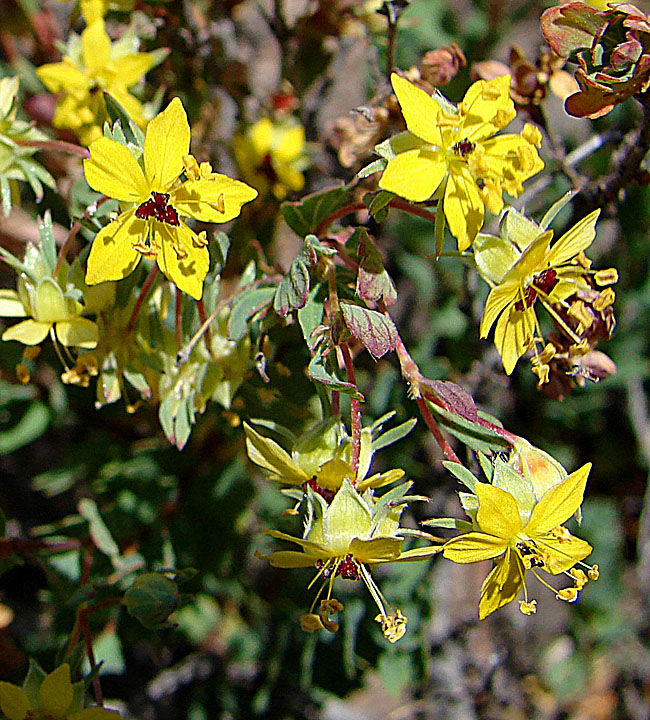
Zweige mit Blüte von Balbisia gracilis

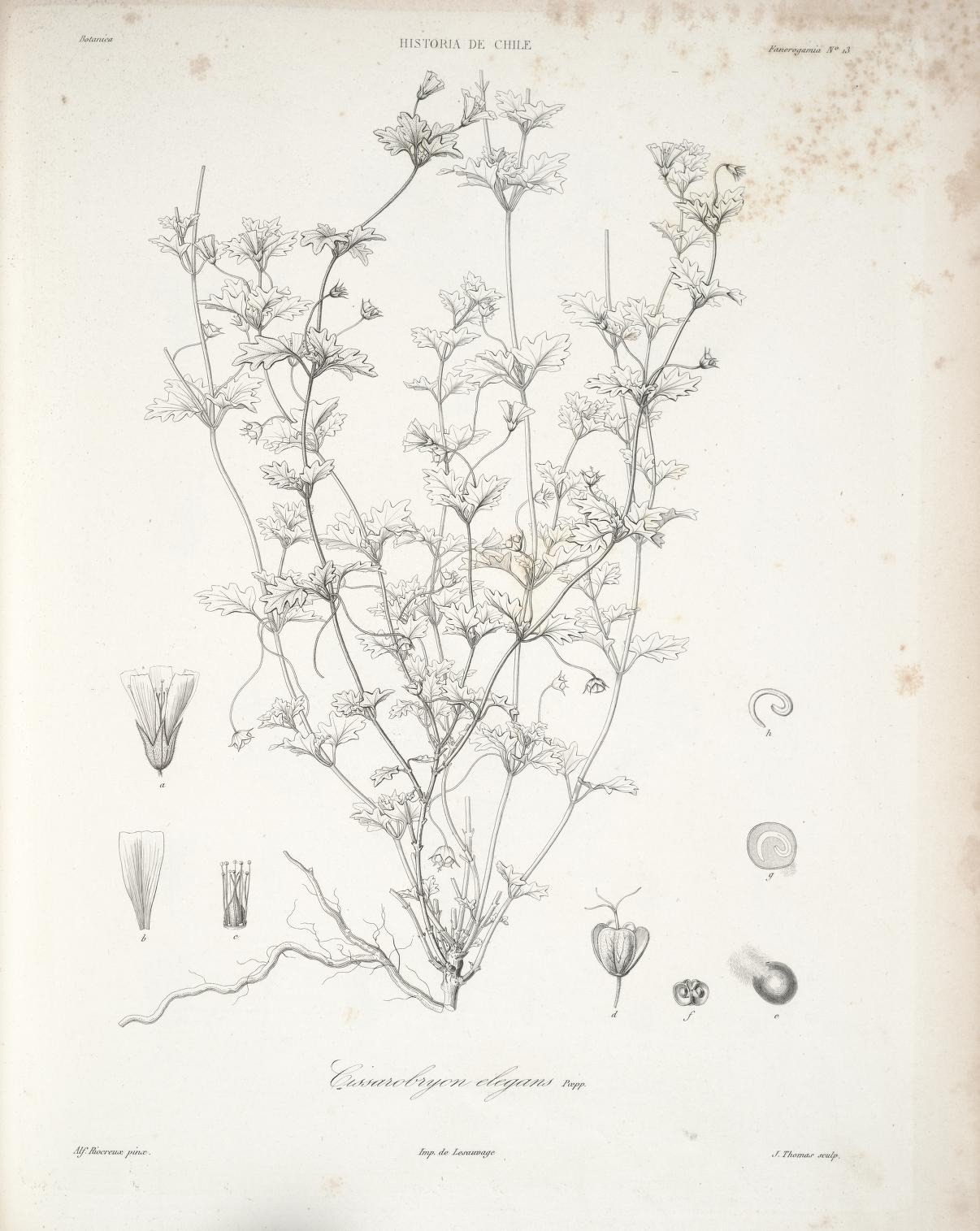
Illustration aus Historia fisica y politica de Chile segun documentos adquiridos en esta republica durante doce anÌƒos de residencia en ella y publicada bajo los auspicios del supremo gobierno von Viviania elegans

### Vegetative Merkmale
Es sind krautige Pflanzen, die an der Basis verholzen, Halbsträucher oder Sträucher. Das Holz besitzt keine Holzstrahlen.
Die Laubblätter sind meist gegenständig angeordnet. Die Blattspreiten sind einfach und eiförmig mit keilförmiger oder herzförmiger Basis oder gefiedert. Die Blattränder sind glatt oder grob gekerbt, selten nach unten gebogen. Die Spaltöffnungen (Stomata) sind anomocytisch. Nebenblätter fehlen.

### Generative Merkmale
Unter den Blütenstandsschäften sind die Blätter wirtelig konzentriert angeordnet. Die endständigen zymösen oder schirmtraubigen Blütenstände können locker oder dicht viele Blüten enthalten oder sie oft auf zwei bis drei oder manchmal anscheinend eine Blüte reduziert. Die Blütenstiele sind oft lang.
Die zwittrigen Blüten sind radiärsymmetrisch und vier- oder fünfzählig. Die vier oder fünf Kelchblätter sind ganzrandig mit spitzem oder begranntem oberen Ende. Die meist vier oder fünf gelben, weißen oder rosafarbenen Kronblätter sind in Nagel und Platte gegliedert; sie können fehlen. Die Platte ist verkehrt-lanzettlich bis weit-kreisförmig oder verkehrt-herzförmig. Es sind selten fünf, meist zwei Kreise mit je vier oder fünf freien Staubblätter vorhanden; wobei die eines Kreises länger sind als die des anderen Kreises. Die Staubfäden besitzen manchmal an ihrer Basis ein Paar Anhängsel. Die Staubbeutel öffnen sich mit einem Längsschlitz. Die Pollenkörner sind bei einer Länge von 23 bis 40 µm kugelig. Selten zwei oder meist drei Fruchtblätter sind zu einem oberständigen, selten zwei- oder meist dreikammerigen Fruchtknoten verwachsen, der selten zwei- oder meist dreilappig ist und in jeder Fruchtknotenkammer ein oder zwei campylotrope Samenanlagen enthält. Wenn ein Griffel vorhanden ist, dann ist er nur kurz. Die trockenen und mehr oder weniger zurückbogenen Narbenäste sind papillös.
Die Kapselfrüchte öffnen sich scheidewandspaltig = septizid. Das mehr oder weniger reichlich vorhandene Endosperm ist bei Viviania dick und ölhaltig oder bei Balbisia dünn und fleischig. Der gut entwickelte Embryo ist gekrümmt.

## Systematik und botanische Geschichte
Die Erstveröffentlichung des Namens Vivianiaceae erfolgte 1836 durch Johann Friedrich Klotzsch in Bemerkungen zu den Geraniaceen und deren Verwandtschaften. In: Linnaea, Band 10, S. 425–439. Der Name Vivianiaceae Klotzsch wurde konserviert gegenüber Ledocarpaceae Meyen
Von der Verwandtschaftsgruppe rund um die Vivianiaceae sowie Francoaceae gibt es Fossilfunde. Ihre Bewertung in Zusammenhang mit der Systematik der Ordnung der Geraniales und ihrer Evolution werden kontrovers diskutiert.
Die Familien der Ordnung Geraniales und auch der Umfang der Familie Vivianiaceae oder Tribus Vivianieae Klotzsch werden kontrovers diskutiert. Während es bei APG III 2009 die Familie Vivianiaceae gibt, sind ihre Gattungen bei APG IV 2016 in der Familie Francoaceae s. l.
Die Gattungen der Familie Ledocarpaceae: Balbisia Cav., Ledocarpon Desf., Rhynchotheca Ruiz & Pav., Wendtia Meyen wurden bei APG III 2009 in die Familie Vivianiaceae s. l. gestellt.
Der seit 2016 akzeptierte Rang ist Tribus Vivianieae innerhalb der Familie Francoaceae. Synonyme für Vivianieae Klotzsch sind: Ledocarpaceae Meyen, Rhyncothecaceae A.Juss., Vivianiaceae Klotzsch.
In der Tribus Vivianieae gibt es 2016 zwei bis vier Gattungen mit etwa 17 Arten:
- Balbisia Cav. (Syn.: Cistocarpus Kunth, Dematophyllum Griseb., Hyperum C.Presl, Ledocarpon Desf., Ledocarpum DC. orth. var., Martiniera Guill., Wendtia Meyen): Die etwa zehn Arten sind in Südamerika von Peru über Bolivien bis Chile und Argentinien weitverbreitet und reicht bis zur südlichsten Spitze von Südamerika.[2] Die Chromosomengrundzahl beträgt x = 9.[1]
- Viviania Cav. (Syn.: Araeoandra Lefor, Caesarea Cambess., Cissarobryon Kunze ex Poepp., Linostigma Klotzsch, Macraea Lindl., Xeropetalon Hook.): Die etwa sieben Arten sind in Südamerika von Brasilien bis Argentinien und Chile weitverbreitet.[2] Die Chromosomengrundzahl beträgt x = 7.[1]

Die Stellung einzelner Gattungen innerhalb der Ordnung der Geraniales wird kontrovers diskutiert. Bei manchen Autoren gehört vielleicht in diese Tribus:
- Rhynchotheca Ruiz & Pav. (Syn.: Rhyncothelia Pers. orth. var., Aulacostigma Turcz.): Sie wird manchmal in die Familie Geraniaceae eingeordnet. Es gibt nur eine Art:
  - Rhynchotheca spinosa Ruiz & Pav.: Sie kommt in Ecuador und Peru vor.